# Maschinengewehr 17
Maschinengewehr 17, kort MG 17, var en bältmatad tysk medeltung kulspruta av firman Rheinmetall för montering i tyska stridsflygplan som användes primärt under det spanska inbördeskriget och andra världskriget och var tillsammans med MG 15 de första kulsprutorna som kom att användes av Luftwaffe efter freden i Versailles och var under en längre tid fram till slutet av andra världskriget en av de vanligaste kulsprutorna i tyska stridsflygplan.
MG 17 var i början Tysklands huvudvapen för flygplansbeväpning. Dock så blev MG 17 ersatt i denna roll av modernare vapen som 13 mm MG 131, 20 mm MG 151/20 och 30 mm MK 108 under kriget när man upptäckt att projektilerna var av för klen kaliber för att tränga genom bepansring i fientliga flygplan eller tränga in i bepansrade fordon. Trots detta var de i tjänst genom hela kriget.

## Användning
Monterades bland annat i:
- Junkers Ju 87
- Arado Ar 196
- Focke-Wulf Fw 190
- Messerschmitt Bf 109
- Messerschmitt Bf 110
- Arado Ar 68
- Blohm & Voss BV 141
- Focke-Wulf Fw 56 Stösser
- Heinkel He 45
- Henschel Hs 123
- Henschel Hs 126
- Henschel Hs 129
- Messerschmitt Me 410